# Arthur Drewry
Arthur Drewry (3. marts 1891 – 25. marts 1961) var FIFA's femte præsident. Han var først midlertidig leder af FIFA som følge af sin forgænger, Rodolphe Seeldrayers', død, hvorefter han blev valgt som dennes efterfølger efter et halvt år, den 9. juni 1956. Han var også præsident for The Football League og formand for det engelske fodboldforbund, FA.